# Jean Lemaire de Belges
Jean Lemaire, (ur. 1473 w Bavay, Belges lub w Hargnies, zm. 1524 w Paryżu) – poeta i kronikarz związany z dworem hrabiego Hainaut. Jeden z Wielkich Retoryków.

## Życiorys
Był uczniem Guillaume'a Crétina i Jeana Molineta, swojego wuja. Studiował w Valenciennes, był gruntownie wykształcony, znał kilka języków. W 1498 wstąpił do służbym księcia Piotra II Burbona, na którego dworze zajmował się finansami. Twórczość poetycką rozpoczął w 1503, po śmierci księcia, pisząc kilka utworów okolicznościowych, w których przedstawiał rozpacz wdowy i gloryfikował w panegirykach postać zmarłego. Podobne utwory stworzył po śmierci Ludwika de Luxembourg-Ligny i Philiberta II Sabaudzkiego, którym następnie służył.
W 1504, dzięki protekcji wuja, został poetą na dworze namiestniczki Niderlandów Małgorzaty, gdzie Jean Molinet pracował jako bibliotekarz. Lemaire tworzył głównie poezję związaną z bieżącymi wydarzeniami z życia rodu Habsburgów, opiewał postać Małgorzaty i jej brata Filipa I. Po śmierci swojego wuja łączył obowiązki poety z funkcją bibliotekarza i kronikarza. W 1509 opublikował pierwszą część pracy historycznej Uświetnienie Galów, której kontynuacja ukazała się trzy lata później. Będąc pod wrażeniem jego pism, król francuski Ludwik XII zaproponował mu stanowisko kronikarza dworu Francji. Lemaire przyjął to stanowisko, w ramach którego stworzył również szereg pamfletów wymierzonych w osobę papieża Juliusza II. Po śmierci władcy stracił jednak pracę, a jego wcześniejsze antykościelne publikacje doprowadziły do potępienia go przez Kościół katolicki. Ostatnie lata życia przeżył w zupełnej nędzy.

## Twórczość
Lemaire des Belges uprawiał poezję typową dla Wielkich Retoryków. Realizował głównie gatunki okolicznościowe oraz wiersze o ustalonej formie wersyfikacyjnej o genezie średniowiecznej. Stosował efektowne metafory, antytezy, peryfrazy, epitety, porównania, starannie dobierał słownictwo, często tworząc gry słowne. Jego twórczość zapowiada jednocześnie niektóre elementy poezji humanistycznej: inspiracją dla jego dzieł często był antyk, zaś równolegle z dbałością o "efektowny" wygląd i brzmienie wiersza (jako potwierdzenie swoich kompetencji poetyckich) Lemaire starał się posługiwać starannym, wzorcowym językiem francuskim.
Wysoko cenili go Clement Marot i Joachim du Bellay, jednak inni twórcy Plejady jednoznacznie odrzucali jego dorobek jako nieposiadający większej wartości intelektualnej i oparty na tanich efektach werbalnych.